# Feltiella acarisuga
Feltiella acarisuga is een muggensoort uit de familie van de galmuggen (Cecidomyiidae). De wetenschappelijke naam is gepubliceerd in 1827 door Vallot.